# Championnat du Nigeria de football 2017
Navigation
Saison précédente Saison suivante
La saison 2017 du Championnat du Nigeria de football est la vingt-septième édition de la première division professionnelle au Nigeria, la Premier League. Vingt clubs prennent part au championnat qui prend la forme d'une poule unique où toutes les équipes se rencontrent deux fois au cours de la saison, à domicile et à l'extérieur. À la fin de la saison, les quatre derniers sont relégués et remplacés par les quatre meilleurs clubs de la National League, la deuxième division nigériane.
C'est le club de Plateau United qui remporte la compétition cette saison en terminant en tête du classement final, avec quatre points d'avance sur MFM FC et cinq sur Enyimba FC. C'est le tout premier titre de champion du Nigeria de l'histoire du club.

## Qualifications continentales
Les deux premiers du classement se qualifient pour la prochaine Ligue des champions tandis que le club classé 3e et le vainqueur de la Coupe du Nigeria obtiennent leur place pour la Coupe de la confédération.

## Les clubs participants
- Abia Warriors FC
- Akwa United FC
- Plateau United
- Rivers United
- El-Kanemi Warriors
- Enugu Rangers
- Enyimba FC
- Katsina United - Promu de National League
- Gombe United - Promu de National League
- Ifeanyi Uba United
- Kano Pillars
- Niger Tornadoes FC
- Lobi Stars FC
- Nasarawa United FC
- Remo Stars - Promu de National League
- Shooting Stars SC
- Sunshine Stars FC
- MFM FC
- ABS FC - Promu de National League
- Wikki Tourists

## Compétition
Le barème de points servant à établir le classement se décompose ainsi :
- Victoire : 3 points
- Match nul : 1 point
- Défaite : 0 point

### Classement
| Rang | Équipe             | Pts | J  | G  | N  | P  | Bp | Bc | Diff |
| ---- | ------------------ | --- | -- | -- | -- | -- | -- | -- | ---- |
| 1    | Plateau United     | 66  | 38 | 19 | 9  | 10 | 49 | 25 | +24  |
| 2    | MFM FC             | 62  | 38 | 19 | 5  | 14 | 42 | 41 | +1   |
| 3    | Enyimba FC         | 61  | 38 | 18 | 7  | 13 | 43 | 28 | +15  |
| 4    | Akwa United FCC    | 60  | 38 | 17 | 9  | 12 | 46 | 30 | +16  |
| 5    | Nasarawa United FC | 56  | 38 | 16 | 8  | 14 | 35 | 30 | +5   |
| 6    | El-Kanemi Warriors | 56  | 38 | 18 | 2  | 18 | 39 | 43 | -4   |
| 7    | Lobi Stars FC      | 54  | 38 | 15 | 9  | 14 | 43 | 39 | +4   |
| 8    | Kano Pillars       | 54  | 38 | 16 | 6  | 16 | 38 | 35 | +3   |
| 9    | Ifeanyi Ubah FC    | 54  | 38 | 15 | 9  | 14 | 39 | 38 | +1   |
| 10   | Sunshine Stars FC  | 54  | 38 | 17 | 3  | 18 | 41 | 43 | -2   |
| 11   | Niger Tornadoes FC | 54  | 38 | 16 | 6  | 16 | 31 | 35 | -4   |
| 12   | Abia Warriors FC   | 53  | 38 | 15 | 8  | 15 | 44 | 36 | +8   |
| 13   | Enugu RangersT     | 53  | 38 | 14 | 11 | 13 | 39 | 44 | -5   |
| 14   | Wikki Tourists FC  | 53  | 38 | 16 | 5  | 17 | 36 | 41 | -5   |
| 15   | Rivers United      | 52  | 38 | 14 | 10 | 14 | 34 | 33 | +1   |
| 16   | Katsina UnitedP    | 52  | 38 | 15 | 7  | 16 | 37 | 38 | -1   |
| 17   | Shooting Stars SC  | 50  | 38 | 13 | 11 | 14 | 32 | 38 | -6   |
| 18   | ABS FCP            | 49  | 38 | 14 | 7  | 17 | 37 | 50 | -13  |
| 19   | Gombe UnitedP      | 43  | 38 | 11 | 10 | 17 | 32 | 48 | -16  |
| 20   | Remo StarsP        | 29  | 38 | 7  | 8  | 23 | 27 | 49 | -22  |

|  | Qualification pour la Ligue des champions de la CAF 2018                                 |
|  | Qualification pour la Coupe de la confédération 2018                                     |
|  | Relégation en Division One                                                               |
|  | T : Tenant du titre C : Vainqueur de la Coupe du Nigeria P : Promu de la National League |

## Bilan de la saison
| Championnat du Nigeria de football 2017 |                            |
| Champion                                | Plateau United (1er titre) |
| Coupes et trophées                      |                            |
| Vainqueur de la Coupe du Nigeria 2017   | Akwa United FC             |
| Qualifications continentales            |                            |
| Ligue des champions de la CAF 2018      | Plateau United             |
| Ligue des champions de la CAF 2018      | MFM FC                     |
| Coupe de la confédération 2018          | Enyimba FC                 |
| Coupe de la confédération 2018          | Akwa United FC             |
| Promotions et relégations               |                            |
| Promus en Premier League                | Heartland FC               |
| Promus en Premier League                | Go-Round FC                |
| Promus en Premier League                | Kwara United FC            |
| Promus en Premier League                | Yobe Desert Stars FC       |
| Relégués en National League             | Shooting Stars SC          |
| Relégués en National League             | ABS FC                     |
| Relégués en National League             | Gombe United               |
| Relégués en National League             | Remo Stars                 |